# Émilie Gomis
Émilie Gomis (nacida el 18 de octubre de 1983 en Ziguinchor, Senegal) es una jugadora de baloncesto francesa. 